# Prins Gustaf (film)
Prins Gustaf är en svensk dramafilm från 1944 i regi av Schamyl Bauman.
Filmen är en romantiserad berättelse ur "Sångarprinsens" liv vid mitten av 1800-talet, och hans kärlek till Anna-Maria Wastenius. 

## Handling
Prins Gustaf och hans äldre bror kronprins Karl åker tillsammans med sin guvernör Henning Hamilton tillbaka till Uppsala för fortsatta studier vid Uppsala universitet. I Uppsala bor de i det så kallade "Prinshuset", där mamsell Matilda svarar för hushållet. Prinsarna anländer oanmälda, och Matilda blir glatt överraskad. Samma kväll spelar en grupp unga amatörer teater i hökare Liljegrens vindsvåning, och huvudrollen i pjäsen spelas av Liljegrens systerdotter Anna-Maria Wastenius. Prins Gustaf söker förälskat upp henne efter föreställningen.
Prins Gustaf och Karl deltar ofta i studentlivet och sällskapslivet i staden, Gustaf är känd bland studentkamraterna som "sångarprinsen", och Anna-Maria inspirerar honom till att komponera flera sånger.
Prinsarna är ofta sedda gäster på utvärdshuset Eklundshof, och det är först efter ett besök på Eklundshof som Anna-Maria förstår att hennes Gustaf är prins. Deras kärlek är alltså omöjlig säger hon sig, och reser hem till sin far. Gustaf blir förtvivlad över hennes uppbrott, och vid en stor slottsbal talar Gustaf med sin far Oscar I om att han vill gifta sig med henne. Kungen ber honom tänka över saken i ett år, och sedan kan de tillsammans fatta beslut. Därefter reser Gustaf utomlands, men under resan blir han svårt sjuk, och under ett uppehåll i Kristiania avlider han.

## Om filmen
Filmen premiärvisades 29 november 1944 på biografen Röda Kvarn i Uppsala. Den spelades in vid Sandrewateljéerna i Stockholm med exteriörer från Tennispaviljongen, Haga slott, Uppsala, Solna stad och Robertshill på  Drottningholmsmalmen av Göran Strindberg. Som förlaga hade man en filmidé av Weyler Hildebrand. Stockholmspremiären ägde rum på biograf Royal den 4 december samma år.

## Rollista i urval
- Alf Kjellin – prins Gustaf
- Lennart Bernadotte – kronprins Karl
- Mai Zetterling – Anna-Maria Wastenius
- Ragnar Arvedson – greve Henning Hamilton, prinsarnas guvernör
- Hilda Borgström – Matilda, prinsarnas husmamsell
- Erik "Bullen" Berglund – Johan Liljegren, hökare, Anna-Marias morbror
- Carl-Axel Hallgren – "Magistern", student
- Folke Rydberg – Beronius, "Glunten", student
- Gunnar Sjöberg – Carl F. Nyaeus, överliggare
- Kolbjörn Knudsen – kung Oscar I
- Britta Vieweg – drottning Josefina
- Anne-Marie Eek – prinsessan Eugenia
- Ruth Kasdan – Ida, krögardotter
- Gull Natorp – Malla Silfverstolpe
- Carl Barcklind – kyrkoherde Wastenius, Anna-Marias far

## Filmmusik
Filmmusiken omfattar bland annat sånger ur Fredmans epistlar och Fredmans sånger, ett antal sånger ur Gluntarne, samt flera tidstypiska manskörssånger.
- Sång utan ord, kompositör Schamyl Bauman, framförs instrumentalt på piano
- Kärlek och Bacchus helgas min skål (Till kärleken och Bacchus) (Fredmans sång n:o 7), kompositör och text Carl Michael Bellman, sång Lennart Bernadotte och Alf Kjellin
- Vår Ulla låg i sängen och sov (Rörande Ulla Winblads flykt) (Fredmans epistel n:o 36), kompositör och text Carl Michael Bellman, sång Ruth Kasdan
- Vila vid denna källa (Oförmodade avsked, förkunnat vid Ulla Winblads frukost en sommarmorgon i det gröna) (Fredmans epistel n:o 82), kompositör och text Carl Michael Bellman, sång Alf Kjellin
- Gluntens vigilans (Glunt n:o 14), kompositör och text Gunnar Wennerberg, sång Folke Rydberg och Carl-Axel Hallgren
- En månskensnatt på Slottsbacken (Herre min Gud vad den månen lyser) (Glunt n:o 4), kompositör och text Gunnar Wennerberg, sång Folke Rydberg och Carl-Axel Hallgren
- Vid brasan på Magisterns kammare, efter en stor middagsbjudning (Glunt n:o 16), kompositör och text Gunnar Wennerberg, sång Folke Rydberg och Carl-Axel Hallgren
- Fansång (Stå stark du ljusets riddarvakt), kompositör Gunnar Wennerberg, text Johan Nybom
- Impromptubalen (Glunt n:o 26), kompositör och text Gunnar Wennerberg, sång Folke Rydberg och Carl-Axel Hallgren
- Ah! Vous dirai-je, Maman (Blinka lilla stjärna), musikbearbetning Wolfgang Amadeus Mozart, text Betty Ehrenborg-Posse, framförs instrumentalt på piano.
- Huruledes månen intresserar sig för Glunten och Magistern (Nu tror jag det kan vara tid att tänka på refrängen) (Glunt n:o 13), kompositör och text Gunnar Wennerberg, sång Carl-Axel Hallgren, Folke Rydberg, Lennart Bernadotte och Rune Stylander
- Serenad (Sakta hon slumrar redan), kompositör och text Frans Frieberg, sång Folke Rydberg, Carl-Axel Hallgren, Lennart Bernadotte och Rune Stylander
- En solnedgång i Eklundshofsskogen (Glunt n:o 6), kompositör och text Gunnar Wennerberg, sång Carl-Axel Hallgren och Folke Rydberg
- Nära (Fågeln på grenen), kompositör och text Adolf Fredrik Lindblad, sång Christin Reinius och Hilma Barcklind
- Gräl, och allt väl, text Erik Gustaf Geijer, sång Carl-Axel Hallgren och Folke Rydberg
- Vårsång (Glad såsom fågeln i morgonstunden), kompositör Prins Gustaf, text Herman Sätherberg
- Nattmarschen i Sanct Eriks gränd (Glunt n:o 9), kompositör och text Gunnar Wennerberg
- Mina levnadstimmar stupa, kompositör Prins Gustaf, text Johan Olof Wallin, framförs instrumentalt på piano.
- Loreley-Rheinklänge, op. 154, kompositör Johann Strauss d.ä., instrumental.
- Sjungom studentens lyckliga dag, kompositör Prins Gustaf, text Herman Sätherberg
- Lieder ohne Worte, op. 62, kompositör Felix Mendelssohn-Bartholdy, instrumental.